# Дет
„Дет“ (на английски: Death, в превод „смърт“) е бивша дет метъл група, основана в град Орландо, щат Флорида, САЩ през 1983 г. от Чък Шулдинър и разпаднала се след неговата смърт през 2001 г. Бандата е смятана за пионери в дет метъл стила, като първият ѝ албум „Scream Bloody Gore“ от 1987 г. е основоположник на този стил.
До 2013 г. групата има над 3 млн. броя продажби по света и над 1 млн. бр. в САЩ. Определена е за най-продаваната дет метъл група в световен мащаб.

## История

### Основаване и дебютен албум(1983 – 1987)
Основана през 1983 г. от Чък Шулдинър, под името Mantas в Орландо, Флорида. Death са широко известни като пионери в дет метъла, заедно с калифорнийската група Possessed. В края на 1980-те години, групата е от ключовите за формирането на дет метъл сцената, която добива световна популярност с излизането на редица албуми в това направление.
Заедно с Кам Ли и Рик Роз, Шулдинър започва да композира песни, които са издавани в няколко демота през 1984 г. Те бързо създават име на групата. През 1984 г. Шулдинър закрива Mantas и бързо започва нова група под името Death. Тим Емар, в една от статиите си, написана през декември 2010 г., посочва, че Чък Шулдинър преименува бандата на Death, като опит да превърне смъртта на брат си Франк в „нещо положително“. Нейните членове по онова време са Рик Роз и Кам Ли. Друго демо е издадено, под името „Reign of Terror“.
Роз напуска групата в началото на 1985 г. Кам Ли свири със Скот Карлсън и Мат Оливо, басист и китарист съответно. Въпреки това, Кам има някои „лични проблеми“, които го изхвърлят от групата. Оливо и Карлсън също напускат. Шулдинър се премества в района на залива на Сан Франциско и се събира с барабаниста Ерик Брехт, а след това записва демото „Back from the Dead“. Въпреки това, Чък не е доволен от записа и се връща обратно във Флорида без група. През 1986 г. той получава покана от канадската траш метъл банда Slaughter да свири в техен албум, която той приема и се премества в Канада. Все пак, това продължава само две седмици, и той се връща в Щатите. Следва отново престой в района на залива на Сан Франциско, когато се присъединява към 17-годишния барабанист Крис Райфърт. Те записват демо, което води до сделка с Combat Records, собственост на Important Distribution (по-късно се превръща в Relativity, а след това в Sony), която им позволява да запишат първи дългосвирещ албум.
„Scream Bloody Gore“ е издаден през 1987 г., смятан е за шаблон за дет метъл. Шулдинър има за кратко втори китарист, Джон Хенд, но той не участва в албума (макар че снимката му е там). По това време Шулдинър се връща във Флорида и се разделя с Райфърт, който избира да остане в Калифорния, където продължава да свири в Autopsy. Чък Шулдинър започва да си партнира с бившия си колега Рик Роз и двамата членове на групата Massacre – Тери Бътлър и Бил Андрюс.

### Leprosy, Spiritual Healing и Human(1988 – 1992)
През 1988 г. този състав записва „Leprosy“. След много турнета в подкрепа на албума, включително бързо и зле планирано турне в Европа, Рик Роз е уволнен през 1989 г. След обиколка на Мексико с участието на китариста Пол Мъсвидейл, е намерен заместник в лицето на Джеймс Мърфи, с когото третия албум „Spiritual Healing“ е записан в Тампа, през лятото на 1989 г. Мърфи напуска групата, сравнително бързо. По това време Шулдинър изоставя „кървавите“ текстове за сметка на повече социална критика и мелодия в звученето на групата.
През 1990 г., в навечерието на европейското си турне, Шулдинър се отказва от пътуването, твърдейки в последния момент, че турнето не е организирано по подходящ начин (и позовавайки се на предишното зле организирано европейско турне през 1988 г.). Андрюс и Бътлър продължават с обиколката на Европа като Death, за да изпълнят договорните си задължения към групата, като взимат с тях Уолтър Трашлър (китара) и Луи Карисалес (вокали), за да го заместят. Това шокира и отвращава Чък Шулдинър. Той предприема правни действия и Бътлър и Андрюс са уволнени от групата.
Шулдинър изоставя идеята за постоянен състав и започва да работи само със студийни музиканти. Нает е Стив Диджорджо, Шон Райнърт и Пол Мъсвидейл от ъндърграунд бандата Cynic. През 1991 г. излиза албумът „Human“, който се смята за по-техничен и прогресивен албум от предишните, включващ сложни ритми, рифове и структури на песните. „Human“ е сред най-продаваните албуми на Death, получил много отличия и дори видеоклип по MTV за песента „Lack of Comprehension“. Поради задължения с основната си банда Sadus, Диджорджо е принуден да напусне, след записването на албума. Новият басист за турнето е Скот Карино от октомври 1991 г. до март 1992 г.
Шулдинър уволнява мениджърът си Ерик Грейф след „Spiritual Healing“, но го наема отново преди записването на „Human“. Въпреки че има най-малко две съдебни битки между Грейф и Шулдинър, последният е характерно мек в интервю за „Thrash 'N Burn“ като казва: „Ние просто стигнахме до заключението, че това е глупаво просто се борим през цялото време, един друг в съда за всичко, за всяка глупост“.

### Последни години(1993 – 2001)
През 1993 г. Райнърт и Мъсвидей напускат групата, за да продължат със Cynic, тъй като те работят за албум. Шулдинър не успява да ги убеди да останат, и ги заменя с барабаниста Джийн Хоглън от разпадналата се траш метъл банда Dark Angel, както и китариста Анди Ларок от King Diamond за „Individual Thought Patterns“. След като Ларок е длъжен към групата си, Шулдинър наема Ралф Сантола като концертен китарист. През 1994 г. Death подписва с Roadrunner Records, техният европейски дистрибутор. За „Symbolic“ от 1995 г., Сантола и Диджорджо са заменени от Кели Конлън и Боби Кобъл.
След „Symbolic“, Шулдинър и Roadrunner взаимно не постигат съгласие за нов албум, и той започва да пише песни за своята прогресив метъл група Control Denied. Шулдинър се споразумява с Nuclear Blast за Death и Control Denied, а впоследствие започва да пише материал за седмия албум на Death, „The Sound of Perseverance“. Новият състав на групата включва Ричард Кристи, Шанън Хам и Скот Кленденин, а албума е завършен в Morrisound Recording в Тампа и пуснат от Nuclear Blast през 1998 г.
След албума и две поддържащи турнета, Шулдинър оставя Death настрана, за да се занимава с Control Denied, заедно с Кристи и Хам. Кленденин е пропуснат в полза на Стив Диджорджо, който е отново на разположение, както и вокалистът на пауър метъл група Тим Емар. Макар и съставът и стила на писане до голяма степен да са едни и същи, Шулдинър създава Control Denied в голямата си част, от своето недоволство от суровите вокали на Death. Въпреки това, вместо да се предаде, за това, което Death означава и звучи за феновете, той решава да се създаде нова банда. Когато Чък Шулдинър завършва дебютният албум на Control Denied, той е диагностициран с рак на мозъка, а групата отменя плановете си за турне в САЩ и Канада. Докато той работи по втори албум, състоянието му се подобрява, но туморът го оставя в по-слаба, уязвима позиция. Той е с пневмония и е в болница. На 13 декември 2001 г., Чък Шулдинър е изписан и се връща в дома си час по-късно, където умира. Неговата смърт е точно три години след последният концерт на Death.

## Наследство
Death се счита за една от най-значимите групи в хевиметъл музиката и водеща сила в дет метъла. „Scream Bloody Gore“ е считан за първия дет метъл албум, а Чък Шулдинър е признат за основоположник на екстремния метъл. Музикалният биограф Гари Шарп-Йънг счита Death за „пробиваща-жанра група, концентрирана върху фронтмена Чък Шулдинър“, и че групата „ще се превърне в една от основните подбудителки на дет метъл движението“. Въпреки това, Шулдинър отхвърля подобни признания, като посочва в интервю за Metal-Rules.com: „Аз не мисля, че трябва да си припиша дет метъла. Аз съм просто един човек от група, и мисля, че Death е метъл банда“. През януари 2001 г. Махяр Дийн, ирански музикант, пише книга за Death и Шулдинър, която излиза от печат в Иран.
На 10 май 2010 г. е обявено, че Perseverance Holdings Ltd. и семейството на Чък Шулдинър ще си партнират с Relapse Records, за ремастриране и преиздаване на албумите на Death и Control Denied. На 13 декември същата година е обявено, че „The Sound of Perseverance“ ще бъде първият албум на Death, който ще бъде преработен и преиздаден през февруари 2011 г., във формат от 2-CD и 3-CD. „Human“ е ремиксиран, а адвоката на Шулдинър по интелектуалната собственост, Ерик Грейф посочва, че Sony е загубил касетите на оригиналните миксове, и е преиздаден на 2-CD и 3-CD формати, както и дигитална версия. Малко след това, албума „Individual Thought Patterns“ е преиздаден. През февруари 2012 г., Relapse Records пуска 2 CD концертен албум, озаглавен Vivus!, който включва по-рано пуснатите концертни албуми от 1998 г. Live in L.A. и Live in Eindhoven. Сделката с Relapse не включва албумът от 1995 г. „Symbolic“, чиито права все още се държат от Roadrunner Records.

### Лого
Чък Шулдинър проектира логото на Death и различните му превъплъщения по време на кариерата си. През 1991 г., преди издаването на „Human“, той изчиства логото и изважда сложните детайли, а „Т“-то в логото е сменено от обърнат кръст на по-нагледно „Т“. Една от причините е, за да отмени всяко въздействие на религията. Логото е променено отново, между „Symbolic“ и „The Sound of Perseverance“ с по-опростена визия и премахването на смъртта с качулката над „H“, наред с други малки промени.

## Състав
| Последни членове - Чък Шулдинър – китара и вокали (1983 – 2001) - Шанън Хам – китара (1996 – 2001) - Скот Кленденин – бас (1996 – 2001) - Ричард Кристи – барабани (1996 – 2001) |  | Предишни членове - Рик Роз – китара (1983 – 1985, 1987 – 1989) - Кам Ли – барабани (1983 – 1985) - Дейв Тет – бас (1984) - Скот Карлсън – бас (1985) - Ерик Мейд – бас (1985) - Мат Оливо – китара (1985) - Ерик Брехт – барабани (1985) - Крис Райфърт – барабани (1986 – 1987) - Бил Андрюс – барабани (1987 – 1990) - Тери Бътлър – бас (1987 – 1990) - Шон Райнърт – барабани (1991 – 1992) - Пол Мъсвидейл – китара (1989, 1990, 1991 – 1992) - Джийн Хоглън – барабани (1993 – 1995) - Джеймс Мърфи – китара (1989 – 1990) - Анди Ларок – китара (1993) - Ралф Сантола – китара (1993) - Боби Кобъл – китара (1995) - Кели Конлън – бас (1995) - Стив Диджорджо – бас (1986, 1991, 1993 – 1994, 1997 – 1998) |

## Дискография
| - Scream Bloody Gore (1987) - Leprosy (1988) - Spiritual Healing (1990) - Human (1991) - Individual Thought Patterns (1993) - Symbolic (1995) - The Sound of Perseverance (1998) - Death by Metal (1983) - Reign of Terror (1984) - Infernal Death (1985) - Rigor Mortis (1985) - Back from the Dead (1985) - Mutilation (1986) | - Fate: The Best of Death (1992) - Live in L.A. (Death & Raw) (2001) - Live in Eindhoven (2001) - Live in Cottbus '98 (2005) - Vivus! (2012) |